# Tunage

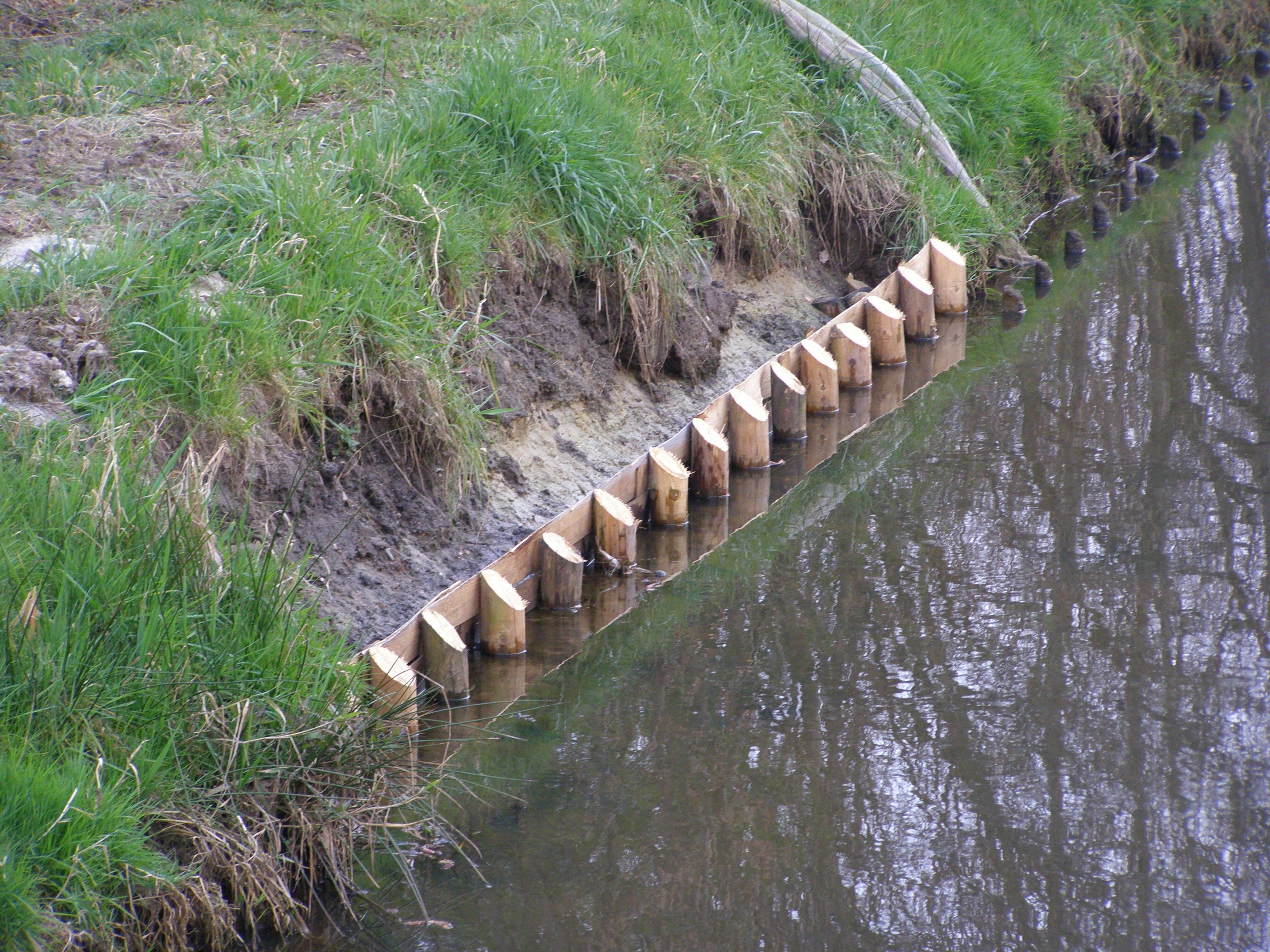
Défense de berge par tunage sur la Boscherbeek à Hengevelde.

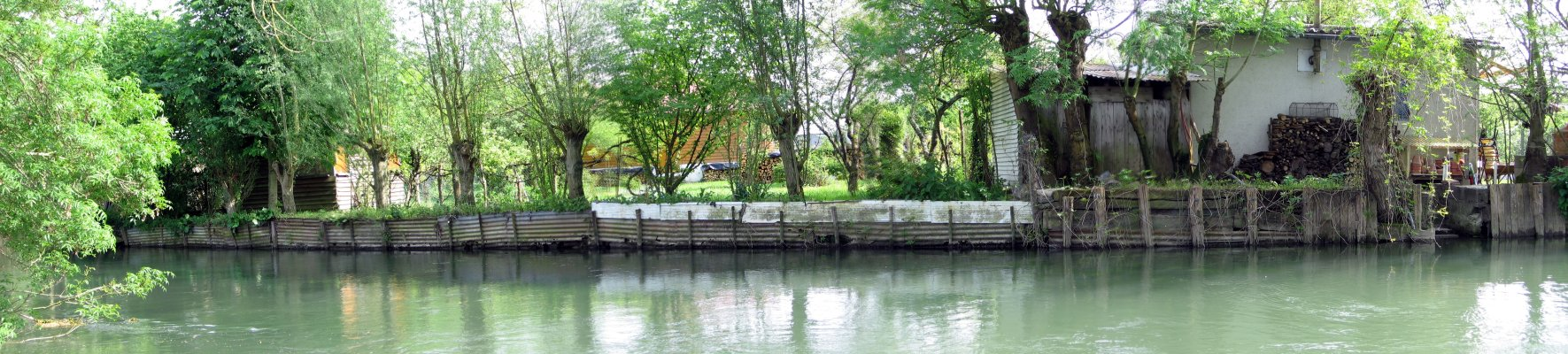
L'entretien des tunages est contraignant, et il n'est pas rare que les riverains recourent à la tôle ondulée pour les réparer (ici à Bourges).

Le tunage est une technique de protection de berge typique des petits cours d'eau (particulièrement des Watringues). Elle consiste en une file de piquets de bois (dont la longueur n'excède pas en principe 2 à 3 m), sur lesquels sont fixées des planches de bois, dites contre-dosses. Ce type de protection traditionnelle des Flandres a connu un regain d'intérêt en France depuis une vingtaine d'années à la faveur de l'écologie : il maintient un équilibre des nappes avec la rivière, facilite la re-végétalisation et permet le transit de la faune.